# Letis aptissima
Letis aptissima är en fjärilsart som beskrevs av Walker 1858. Letis aptissima ingår i släktet Letis och familjen nattflyn. Inga underarter finns listade i Catalogue of Life.